# Трепак
Трепа́к (укр. тропак) — старинная русская пляска, распространённая также на Украине.
Исполняется в быстром темпе, двудольном размере. Основные движения — дробные шаги, притоптывания и присядка с выбрасыванием ног. Основное положение рук на поясе. Движения сочинялись исполнителем на ходу. По свойствам имеет много общего с «Камаринской» и «Барыней»: либо одиночная мужская пляска, либо перепляс. Но, в отличие от них, трепак своего общепринятого напева не имел. 
Танец трепак вошёл в список нематериального культурного наследия Синьцзян-Уйгурского автономного района Китая.
Ударил Садко по струнам трепака,

Сам к чёрту шлёт царскую пляску,

А царь, ухмыляясь, упёрся в бока,

Готовится, дрыгая, в пляску;

Сперва лишь на месте поводит усом,

Щетинистой бровью кивает,

Но вот запыхтел и надулся, как сом,

Всё боле его разбирает;

Похаживать начал, плечьми шевеля,

Подпрыгивать мимо царицы,

Да вдруг как пойдет выводить вензеля,

Так все затряслись половицы.

## Этимология
Слово «трепак» происходит от древнерусского «тропать», то есть топать ногами. По словам К. Я. Голейзовского, «плясавшие трепака сильно и выразительно двигали плечами и всей верхней частью туловища, что должно было создавать впечатление общего сотрясения, трепета, трёпки».

## Бытовой вариант

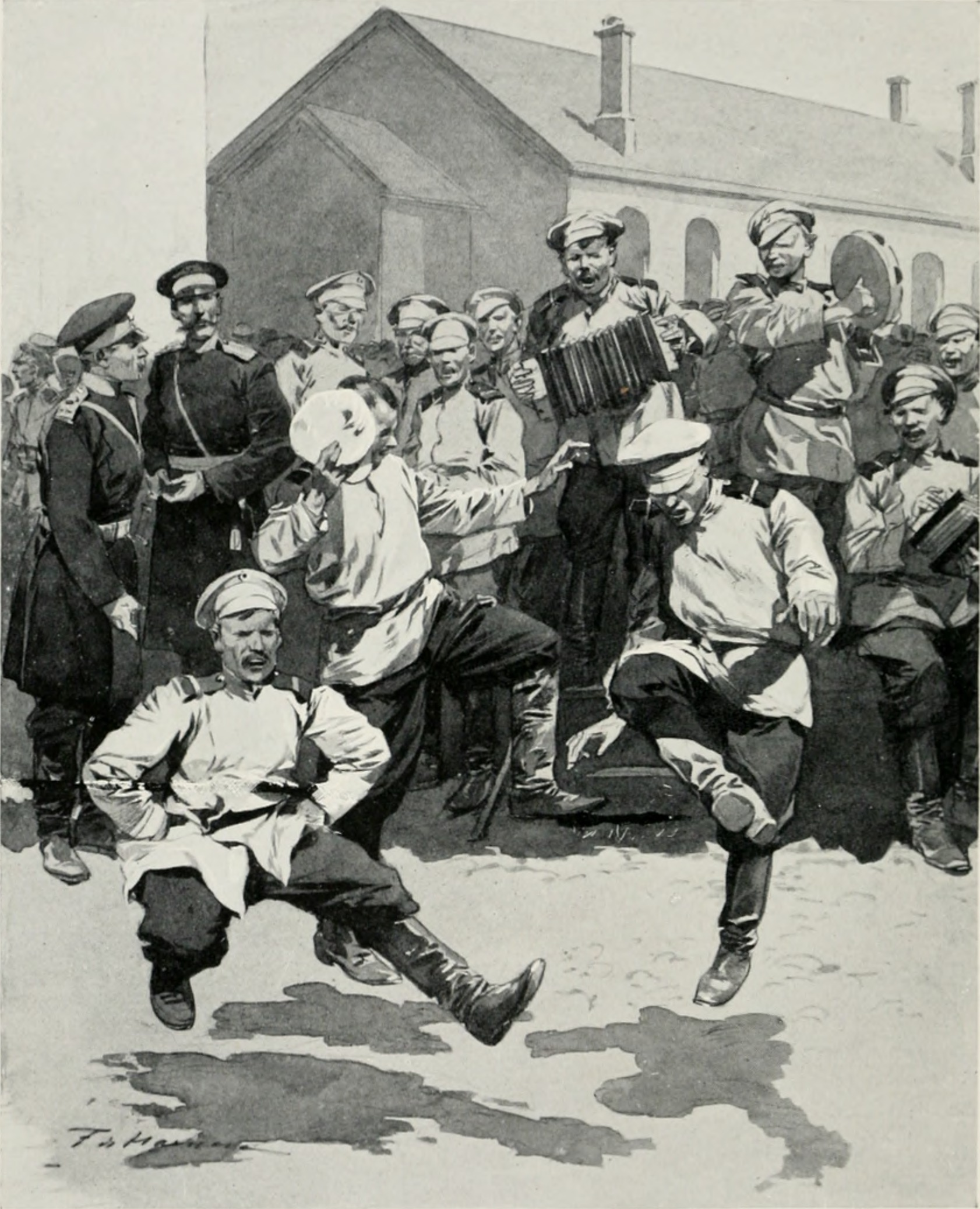
Фредерик де Ханен Солдаты пляшут в бараках (1913)

Трепак начинался с «выхода». Желавший сплясать выходил на середину круга из стоявших мужчин, слегка откидывал назад голову, упирал руки в бока или скрещивал их на груди. В такой гордой позе он стоял некоторое время. Если это был парный танец, то следом ему навстречу выходил другой танцор и принимал такую же позу. Гармонист резко растягивал мех гармошки, и первый плясун ударял ногой о землю, широко взмахивал руками, при этом правая рука подбрасывалась выше левой, — и начиналась пляска. Один стоял на месте, выделывая разные коленца ногами, двигая плечами и всей верхней частью торса. Другой же плясун вертелся юлой на месте, бросался на колени, танцевал вприсядку, вывертами, дрыгал ногами.
Подлинных народных мелодий «Трепака» фактически не сохранилось, но считается, что удачно характер музыки передал Пётр Ильич Чайковский в «Трепаке» из балета «Щелкунчик».

## В искусстве
На балетной сцене трепак появился ещё в XIX веке. Так, им заканчивалась вариация Невы (в московской постановке — Москвы-реки) в балете Мариуса Петипа «Дочь фараона» (1862). Позднее танец неоднократно находил воплощение в произведениях таких русских композиторов, как П. И. Чайковский («Трепак. Русский танец» из 8-го действия балета «Щелкунчик»), Николай Андреевич Римский-Корсаков («Пляска и песня скоморохов» из 1-й картины оперы-былины «Садко»), Модест Петрович Мусоргский («Трепак» из певческого цикла «Песни и пляски смерти»), Игорь Фёдорович Стравинский («Русская» из балета «Петрушка»).